# Dos Romeiros

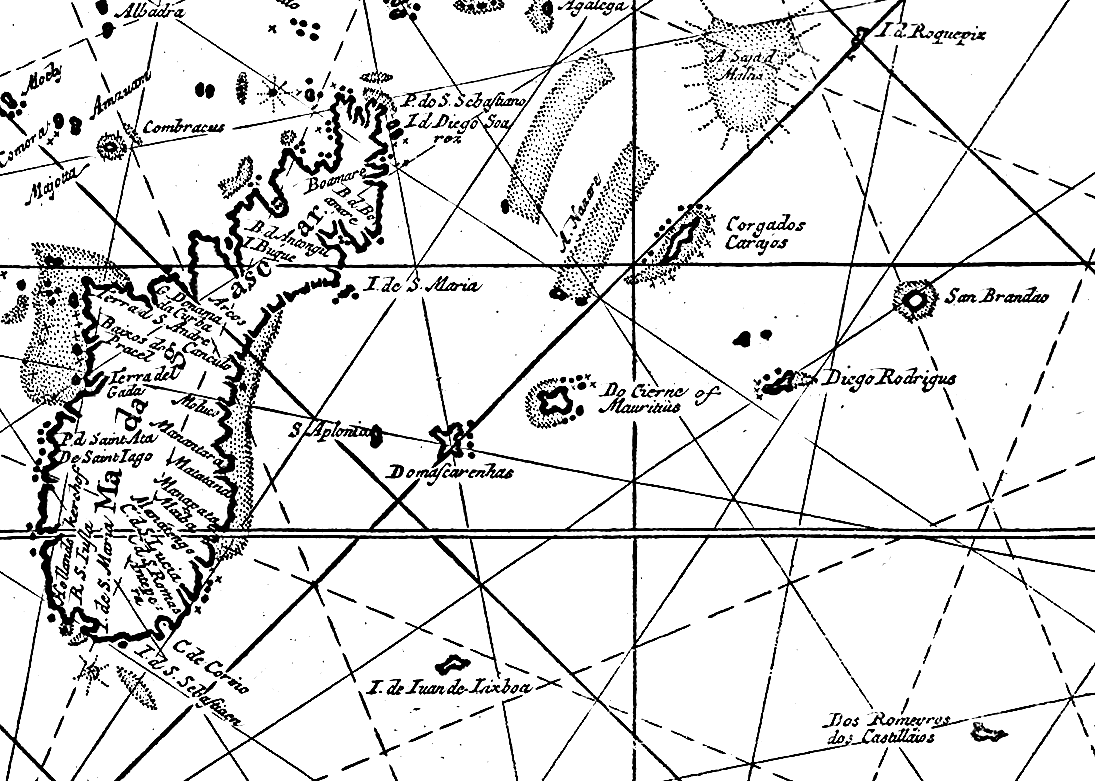
Dos Romeiros südöstlich von Madagaskar (rechts unten); Ausschnitt einer Karte von Johannes van Keulen (1689)

Dos Romeiros (auch Dos Romeros, Dos Romeyros oder Los Romeros, zu deutsch „Zwei Pilger“) ist eine Phantominsel im westlichen Indischen Ozean, die östlich oder südöstlich der Insel Madagaskar liegen soll. Sie ist in mehreren Karten des 16. und 17. Jahrhunderts eingezeichnet, oft gemeinsam mit Juan de Lisboa, einer weiteren Phantominsel. Wahrscheinlich ist Dos Romeiros mit der Amsterdam-Insel identisch.

## Entdeckung

Faksimile der Weltkarte von Diogo Ribeiro, 1527

Die Insel Dos Romeiros taucht erstmals auf der Weltkarte des Diogo Ribeiro, eines portugiesischen Kartografen des 16. Jahrhunderts in spanischen Diensten in der Casa de Contratación, der zumindest für eine der Karten der Magellan-Reise verantwortlich war, von 1527 auf. Das einzige spanische Schiff, das bis 1525 den Indischen Ozean überquert hatte, war die Victoria, das letzte verbliebene Schiff von Magellans Flotte, zuletzt unter dem Kommando von Juan Sebastián Elcano. Die Victoria hatte, wie aus dem Logbuch von Francisco Alvo, dem Navigator des Schiffes, hervorgeht, am 18. März 1522 eine „sehr hohe Insel“ (una isla mui alta) passiert, die auf der Breite von 38° Süd lag. Sie schien unbewohnt zu sein, ohne Baumbewuchs und hatte einen Umfang von „seis leguas“ (33 km). Das Schiff legte an der Insel nicht an. Elcano empfand seine Entdeckung offenbar als unbedeutend, sodass er ihr nicht einmal einen Namen gab.
Auf der 1527 erschienenen Weltkarte des Diogo Ribeiro, in der die Entdeckungen Magellans und seiner Besatzung verarbeitet sind, ist auf dem 38sten Breitengrad eine kleine, unregelmäßig runde Insel eingezeichnet, mit der Bezeichnung „y delos romeros“. Da in diesem Bereich des Indischen Ozeans keine weitere Insel vermerkt ist, ist anzunehmen, dass dies die von der Magellan-Expedition gesichtete Insel ist.
Die nur wenige Jahre jüngere Mercator-Weltkarte von 1538 zeigt östlich von Madagaskar anstelle von Dos Romeiros den wesentlich größer und als eine einzige Insel gezeichneten, im 15. Jahrhundert von den Portugiesen entdeckten Sansibar-Archipel („Zanzibar“).

## Kartendarstellungen
Auf den meisten folgenden Karten ist Dos Romeiros zwischen 28° und 38° südlicher Breite eingezeichnet, der Längengrad differiert jedoch erheblich. Die Kartografen verwendeten unterschiedliche Schreibweisen für die Insel, zum Beispiel: Romeiros, Romeyros, Romeros oder auf französischen Karten: Ile de Pelerins. Romero (spanisch) oder romeiro (portugiesisch) heißt übersetzt: Pilger, Wallfahrer. Auf einigen Karten ab Mitte des 16. Jahrhunderts ist dem Namen die Erläuterung „dos castelhanos“ oder „de los castellanos“ (der Spanier) hinzugefügt.
Es sind mehrere Karten des 16. Jahrhunderts erhalten, die Dos Romeiros zeigen, zum Beispiel:
- Giacomo Gastaldi 1546 als „Los Romeros“
- Gerard de Jode (1509–1591), Antwerpen 1555, als „Los Romeros“ (Kopie von Gastaldis Weltkarte)
- Abraham Ortelius, Weltkarte von 1564, als „Los Romeros“

In seiner Weltkarte von 1569 (die erste Karte, bei der die Mercator-Projektion angewandt wurde) zeichnete Gerhard Mercator die große Insel „Zanzibar“ nicht mehr ein. Stattdessen erscheint „Los Romeros“ südwestlich von Madagaskar mit deutlichem Abstand dazu. Als Erläuterung gibt Mercator an:
```
Los Romeros insulae, in quibus Ruc avis vasto corpore certo anni tempore apparet. M.[arco] : Paul[o] : Venet[iae] : lib[er] : 3. cap[itulum] : 40
```

```
Die Inseln Los Romeros, auf denen der 
Vogel Roch
 zu einer bestimmten Jahreszeit in großer Zahl auftritt. Marco Polo aus Venedig Buch 3 Kapitel 40
```

Bemerkenswert ist, dass Mercator „Inseln“  (in der Mehrzahl) schreibt, obwohl er nur eine einzige, relativ große und unregelmäßig runde Insel gezeichnet hat. Die Anmerkung über den Vogel Roch bezieht sich auf den Reisebericht von Marco Polo, der behauptete, der Greif (lat.: gryphus), ein geflügeltes Fabelwesen, existiere auf einigen Inseln südlich von „Zanzibar“ (Sansibar). Der Greif wird oftmals mit dem Vogel Roch (oder Ruc, Rukh) gleichgesetzt und Mercator war nicht der einzige Kartograf, der an die Insel oder die Inseln des Vogels Roch glaubte.
Auch in den Atlanten des 17. Jahrhunderts war Dos Romeiros noch präsent. Die Karte des Henricus Hondius: Polus Antarcticus, von 1638 zeigt „Los Romeros“ bei 28° S, 98° O, und ebenso ihre Kopie bzw. Weiterentwicklung von Johannes Janssonius (Johannes Jansson): Atlantis Majoris Quinta Pars Orbem Maritimum [. . .] von 1650. Auf Blatt 10 von Jannsons Atlas, Mar di India, ist südlich von Madagaskar „dos Romeiros dos Castelhanes“ bei 28° S, 98° O eingezeichnet. Deutlich weiter südlich, bei 48° S, 90° O, findet sich allerdings auf demselben Kartenblatt auch eine kleine Insel ohne Namen, die Neu-Amsterdam darstellen könnte.
Weitere Karten des 17. Jahrhunderts (Auswahl):
- Johannes Jansson, Mar di India, Amsterdam 1650 als „dos Romeiros, dos Castelhanos“
- Pierre du Val, Carte des Indes Orientales, Paris 1665 als „Dos Romeyros, dos Catillianos“

1803 und in einer Zweitauflage 1817 erschien bei William Faden in London eine Karte des Indischen Ozeans, die den Vermerk trägt: „Approved by the Chart Committee of the Admiralty“ (genehmigt vom Kartenausschuss der Admiralität). Sie wurde als „Admiralty chart, No. 748“ (Admiralitätskarte Nr. 748) in den Bestand des Hydrographic Office der britischen Marine aufgenommen. Die Karte zeigt Dos Romeiros bei 28° S, 73° O mit dem Vermerk: „Ilha dos Romeiros in the Portugese Charts, very uncertain“ (Ilha dos Romeiros auf portugiesischen Karten, sehr unsicher). Zusätzlich ist auch die Amsterdam-Insel („Amsterdam or St. Pauls“) bei 38° S, 77° O abgebildet. Wie sich daraus erkennen lässt, gab es spätestens zu Beginn des 19. Jahrhunderts erhebliche Zweifel an der Existenz von Dos Romeiros. Die meisten Karten und Atlanten des 19. Jahrhunderts weisen die Insel nicht mehr aus.

## Name
Wie die Insel zu ihrem Namen (übersetzt: Pilgerinsel) kam, ist nicht bekannt. Er ist für eine isoliert gelegene, winzige Insel im damals unerforschten Indischen Ozean auch äußerst ungewöhnlich. Ein Zusammenhang mit christlichen Wallfahrten dürfte auszuschließen sein.
Eine andere Interpretation des Namens ist mit der Seefahrt eher in Verbindung zu bringen. Auf der Karte von Giacomo Gastaldi von 1546 und einigen weiteren Karten des 16. Jahrhunderts wird die Insel „Los Romeros“ genannt. Möglicherweise ist dieser Name eine Entstellung der (lateinischen) Gattungsbezeichnung Remora für den Schiffshalter. Der Familienname dafür ist Echeneidae, abgeleitet aus dem Griechischen. Die Echeneis war eine Kreatur der griechischen Mythologie (Remora in der römischen), ein sagenhafter Fisch, der sich angeblich an Schiffen festklammerte und sie zurückhielt, sodass sie nur langsam vorankamen.

## Amsterdam-Insel
Höchstwahrscheinlich liegt eine Verwechslung mit der Amsterdam-Insel vor, die politisch zum französischen Überseeterritorium Terres australes et antarctiques françaises gehört. Diese hat die Position 37° 49′ 40″ S, 77° 33′ 40″ O, wobei die Breite mit dem von Elcano ermittelten Breitengrad von Dos Romeiros ungefähr übereinstimmt. Die Länge ist jedoch erheblich weiter westlich als in den alten Karten. Dabei ist aber zu bedenken, dass genau gehende Uhren, die eine zuverlässige Längengradbestimmung erlaubten, erst ab der Mitte des 18. Jahrhunderts zur Verfügung standen.